# Bildtafel der Verkehrszeichen in Israel

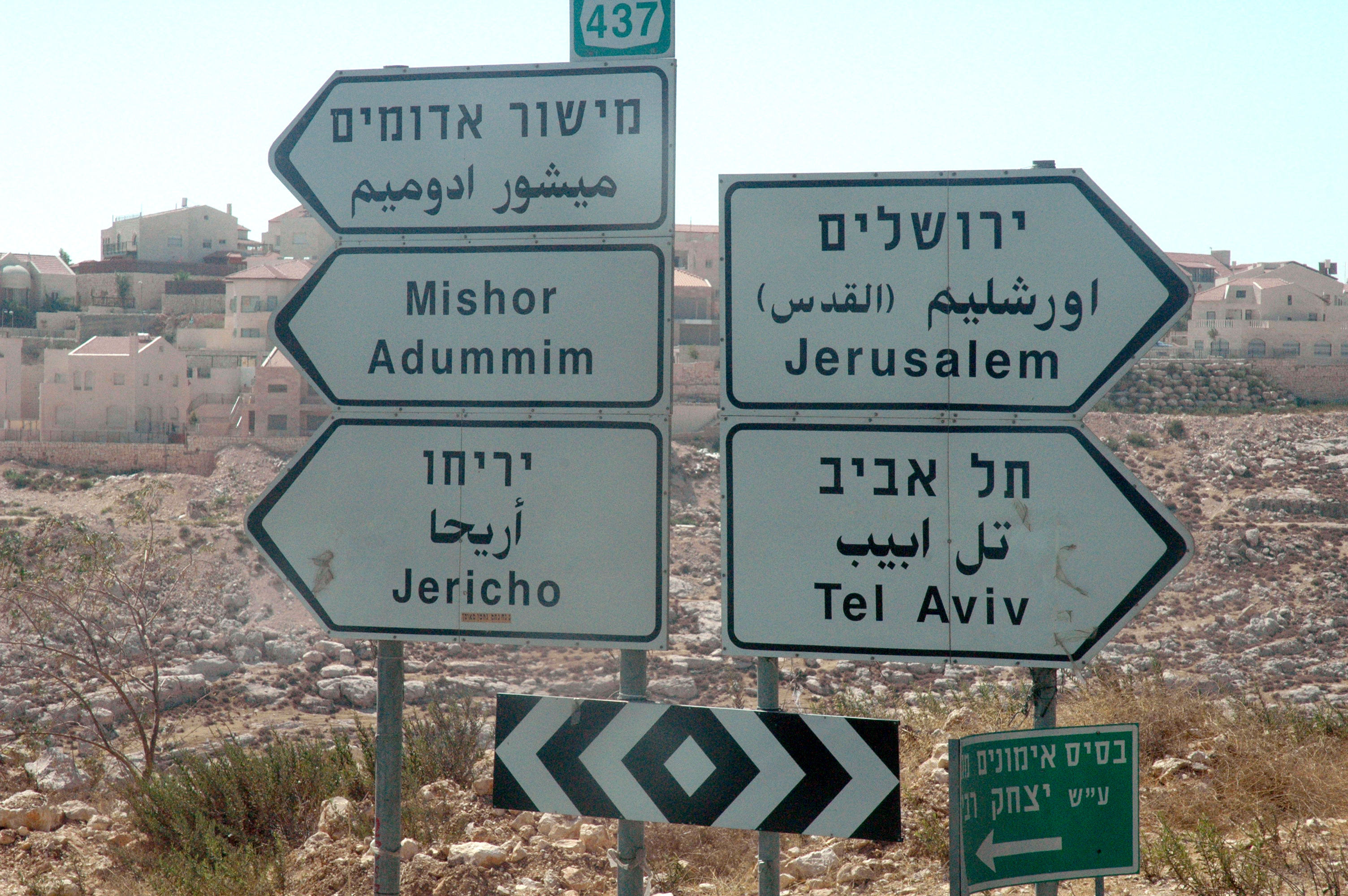
Dreisprachige Wegweisetafeln im Westjordanland

Die Bildtafel der Verkehrszeichen in Israel zeigt eine Auswahl wichtiger Verkehrszeichen in Israel. Israel ist Unterzeichner des Wiener Übereinkommens über den Straßenverkehr und hat dieses auch am 11. Mai 1971 ratifiziert. Das Wiener Übereinkommen über Straßenverkehrszeichen wurde allerdings wegen Streitigkeiten mit dem Irak bislang nicht umgesetzt. In Israel gilt Rechtsverkehr.

## Verordnung
Verkehrszeichen werden vom israelischen Verkehrsministerium festgelegt. Eine frühere Bestimmung der Verkehrszeichen wurde in der Verordnungsdatei im Verkehrsblatt (Bestimmung der Verkehrszeichentafel) von 1970 veröffentlicht. Die aktuelle Fassung dieser Bestimmung trat am 26. Juni 2011 in Kraft und wurde seither mehrfach geändert.
Die Verkehrszeichen und Schilder entsprechen größtenteils dem internationalen Standard, der von der Wiener Kommission für die Regulierung von Wegweisern festgelegt wurde, und stützen sich darauf, einige der Schilder weichen jedoch davon ab.
Gemäß der Straßenverkehrsordnung 1961-5571 unterliegt das Anbringen von Verkehrszeichen der Zuständigkeit der zentralen Verkehrszeichenbehörde oder den örtlichen Kommunalverwaltungen. Ein Polizeibeamter erhält die Befugnis, ein temporäres Straßenschild im Namen der israelischen Polizei anzubringen. Dasselbe gilt auch für Bauunternehmer, bei temporären Arbeiten und Unterhalt an Straßen. Diese Vorschriften schreiben auch die Verpflichtung vor, die Verkehrszeichen und die Regeln zu beachten (Personen, die die Straße zum Fahren, Gehen, Stehen oder zu anderen Zwecken benutzen).
Die Maßeinheit für Geschwindigkeitsangaben ist Kilometer pro Stunde, für Abmessungen Meter und für Massenangaben Tonnen.
Fehlt eine explizite Geschwindigkeitsbegrenzung, beträgt die Höchstgeschwindigkeit innerhalb von Ortschaften 50 km/h, außerhalb von Ortschaften 80 km/h und auf Autobahnen 110 km/h.

## Entwicklung

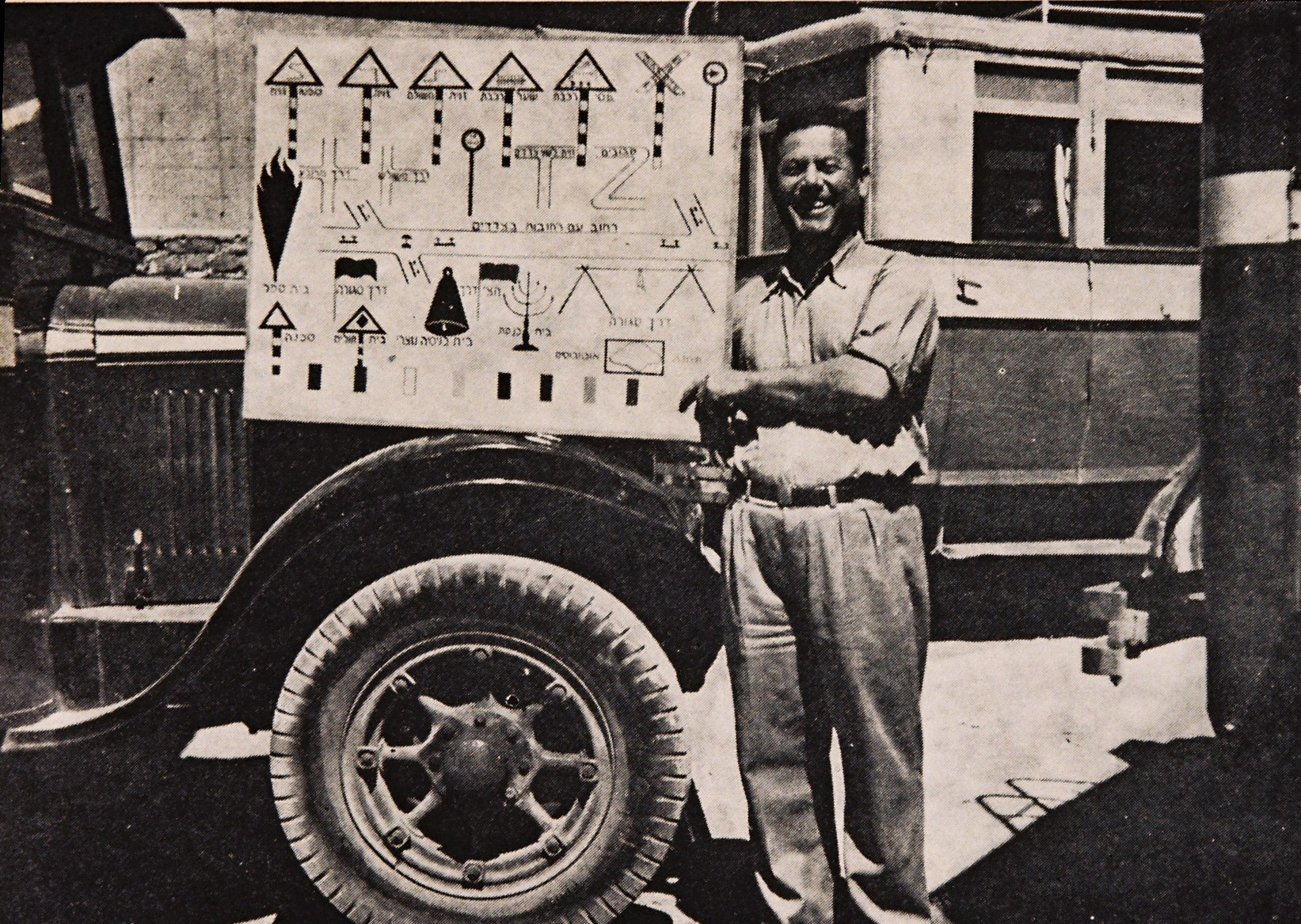
Hinweistafel der britischen Mandatspolizei an einem Busbahnhof von Egged (1936)

Bis Ende der 1960er Jahre richteten sich die in Israel angebrachten Verkehrszeichen nach britischen Vorbildern. In den späten 1960er Jahren wurden die ersten israelischen Straßenschildtafeln entworfen und im Januar 1970 zum ersten Mal veröffentlicht. Im Laufe der Jahre wurden die Straßenverkehrszeichen mehrmals aktualisiert und modernisiert, entsprechen aber mehrheitlich immer noch den Tafeln, die Anfang der 1970er Jahre herausgegeben wurden.
Der aktuelle Kennzeichenkatalog von 2011 beinhaltet insgesamt 257 verschiedene Verkehrszeichen und 95 Symbole, von denen die meisten neu sind, unterteilt in 10 Kategorien.
- 1. Gefahrzeichen: In der Regel in Form eines roten Dreiecks.
- 2. Vorschriftzeichen: Die meisten von ihnen haben die Form eines blauen Kreises.
- 3. Vorfahrtszeichen: z. B. „Ausfahrt vorfahren“, „Kreisverkehr“.
- 4. Verbots- und Beschränkungszeichen: Die meisten von ihnen haben die Form eines roten Kreises.
- 5. Beschilderung für öffentliche Verkehrsmittel: Mehrheitlich in Gelb
- 6. Informations- und Leitzeichen: Haben normalerweise die Form eines blauen oder grünen Rechtecks.
- 7. Ampelzeichen und Fahrbahnregelung: Elektrischen Zeichen, die den Verkehr an Kreuzungen und Fahrspuren regeln.
- 8. Markierungszeichen auf Fahrbahnoberflächen: Wird auf der Fahrbahnoberfläche markiert, normalerweise in weißer Farbe.
- 9. Beschilderung an Baustellen: Meist Orange.

In der zehnten Kategorie gibt es eine Reihe von Symbolen die als Zusatzkennzeichnung meist auf Informations- und Leitzeichen dienen.
Trotz des Wieners Abkommens und internationaler Standards gibt es eine Reihe von Verkehrszeichen, die nur in Israel vorkommen. Der Hauptunterschied ergibt sich aus Inschriften auf Schildern, in denen geschriebener Text erscheint, immer in hebräischer Sprache, normalerweise begleitet von Inschriften in Arabisch und dem lateinischen Alphabet für Englisch sowie die dazugehörenden Zahlen. Die israelischen Verkehrszeichenvorschriften sehen die Verwendung der folgenden Schriftarten vor: Tamrurim für die hebräische Schrift, Medina für die arabische Schrift und Triumvirat für die lateinische Schrift sowie Zahlen. Diese Regeln werden jedoch nicht konsequent befolgt; einige Schilder verwenden Highway Gothic für die lateinische Schrift.
Ein einzigartiges Zeichen für Israel ist das Toll Road-Schild (Gebotszeichen 230 A bis 231 B sowie als Zusatztafel
629 D) mit einer Straßenzeichnung und dem offiziellen Symbol für die Währung New Sheqel. Ein weiteres Sonderzeichen ist das Schild „Fahrunterrichtsverbotszone“ (418) und dessen Aufhebung (419). Das Stoppschild ist dem internationalen Vorbild nachempfunden, enthält aber keinen Text, wie er auf Schildern in anderen Ländern üblich ist, sondern eine Zeichnung einer weißen Hand und keine Beschriftung. Darüber hinaus gibt es eine Reihe geringfügiger Unterschiede in der Beschilderung Israels im Vergleich zum internationalen Standard, die Informationszeichen 626 bis 628 (Parkraumbewirtschaftungszone) seien hier genannt. Sie weisen ein weißes „P“ für Parken auf blauem Grund auf, das von dem hebräischen Buchstaben Het (ח) für „Hanaya“ (hebräisch: חניה) eingeschlossen ist, was auch „Parken“ bedeutet.

## 1. Gefahrzeichen

101-153
101 Unebene Fahrbahn
102 Kurve – rechts
103 Kurve – links
104 Doppelkurve – zunächst rechts
105 Doppelkurve – zunächst links
106 Kurvige Straße
107 Richtungstafel in Kurven – Aufstellung links
108 Richtungstafel in Kurven  – Aufstellung rechts
109 Verengte Fahrbahn
110 Einseitig verengte Fahrbahn – Verengung rechts
111 Einseitig verengte Fahrbahn – Verengung links
112 L Leitplatte – Aufstellung links
112 R Leitplatte – Aufstellung rechts
113 Leitmal waagerecht
114 Kreuzung oder Einmündung
115 Einmündung – rechts
116 Einmündung – links
117 T-Kreuzung
118 Leitmal waagerecht – Aufstellung links u. rechts
119 Mehrere Einmündungen – rechts u. links
120 Mehrere Einmündungen – links u. rechts
121 Kreisverkehr voraus
122 Lichtzeichenanlage voraus
123 Von rechts einmündende Nebenstraße
124 Von links einmündende Nebenstraße
125 Mündet von links in eine Hauptstraße
126 Mündet von rechts in eine Hauptstraße
127 A Mögliche Staugefahr
127 B Stau
128 A Straßenbahn-übergang
128 B Straßenbahn-übergang – mit Zusatzkenn-zeichnung 2 Fahrtrichtungen
129 A Bahnübergang
129 B Bahnübergang – mit Zusatzkenn-zeichnung 2 Fahrtrichtungen
130 Dreistreifige Bake
131 Zweistreifige Bake
132 Einstreifige Bake
133 Andreaskreuz – dem Schienenverkehr Vorrang gewähren!
134 Andreaskreuz – dem Schienenverkehr Vorrang gewähren! (Mehrere Geleise)
135 Fußgängerüberweg
136 Fußgänger
137 Radverkehr
138 Tunnel
139 Stoppschild voraus
140 Gefälle
141 Schleuder- oder Rutschgefahr
142 Steinschlag – Aufstellung rechts
143 Steinschlag – Aufstellung links
144 Bodenwelle
145 Gegenverkehr
146 A Steinböcke
146 B Kamele
147 Landwirtschaftliche Fahrzeuge
148 Leitpfosten
149 Orientierungs- oder Trennungssäule
150 Sonstige Gefahren
151 Unfall
152 A Seitenwind von rechts
152 B Seitenwind von links
153 Kinder (Achtung Schule)

## 2. Gebotszeichen

201-231
201 Vorgeschriebene Fahrtrichtung – geradeaus oder rechts
202 Vorgeschriebene Fahrtrichtung – geradeaus oder links
203 Vorgeschriebene Fahrtrichtung – geradeaus
204 Vorgeschriebene Fahrtrichtung – rechts
205 Vorgeschriebene Fahrtrichtung – links
206 Vorgeschriebene Fahrtrichtung – rechts
207 Vorgeschriebene Fahrtrichtung – links
208 Vorgeschriebene Fahrtrichtung – rechts oder links
209 Vorgeschriebene Fahrtrichtung – geradeaus oder Wenden nach rechts
210 Vorgeschriebene Fahrtrichtung – geradeaus oder Wenden nach links
211 Vorgeschriebene Fahrtrichtung – Wenden nach rechts
212 Vorgeschriebene Fahrtrichtung – Wenden nach links
213 Vorgeschriebene Vorbeifahrt – rechts oder links vorbei
214 Vorgeschriebene Vorbeifahrt – rechts vorbei
215 Vorgeschriebene Vorbeifahrt – links vorbei
216 Autobahn
217 Ende der Autobahn
218 Vorgeschriebene Mindestgeschwindigkeit – hier 55
219 Schnellstraße
220 Beginn eines verkehrsberuhigten Bereichs
221 Ende eines verkehrsberuhigten Bereichs
222 Beginn der vorgeschriebenen Höchstgeschwindigkeit
223 Ende der vorgeschriebenen Höchstgeschwindigkeit
224 Beginn der vorgeschriebenen Benutzung des Radweges
225 Ende der vorgeschriebenen Benutzung des Radweges
226 Gehweg
227 Radweg
228 Gemeinsamer Geh- und Radweg
229 Getrennter Rad- und Gehweg – Radweg links
230 A Beginn einer mautpflichtigen Strecke
230 B Beginn einer mautpflichtigen Strecke – ausgenommen davon sind Busse, Personenwagen mit mindestens 4 Fahrzeuginsassen, Fahrzeuge, die nur bis zum Parkplatz verkehren oder Fahrzeuge, das Fahrgäste absetzt oder aufnimmt
231 A Ende einer mautpflichtigen Strecke
231 B Ende einer mautpflichtigen Strecke

## 3. Vorfahrtszeichen

301-310
301 Vorfahrt gewähren
301 H Vorfahrt gewähren (alte Version)
302 Halt, Vorfahrt gewähren
303 Kreisverkehr
304 Stopp nur auf zuvor erfolgte Sichtkontrolle des Verkehrsgeschehens
305 Zufahren nur auf zuvor erfolgte Sichtkontrolle des Verkehrsgeschehens
306 Fußgängerüberweg
307 Gegenverkehr Vorfahrt gewähren
308 Vorfahrt vor dem Gegenverkehr
309 Vorfahrtstraße
310 Ende der Vorfahrtstraße

## 4. Verbots- und Beschränkungszeichen

401-441
401 Verbot für Fahrzeuge aller Art
402 Verbot der Einfahrt
403 Leitbake – Aufstellung rechts
404 Absperrschranke
405 Verbot für Kraftfahrzeuge
406 Verbot für Kraftfahrzeuge über 10 t
407 Verbot für kennzeichnungspflichtige Kraftfahrzeuge mit gefährlichen Gütern
408 Verbot für Kraftwagen
409 Verbot für Krafträder
410 Verbot für Kraftfahrzeuge und Züge, die nicht schneller als 30 km/h fahren können oder dürfen
411 Verbot für Reiter
412 Verbot für Radverkehr
413 Verbot für Fußgänger
414 Verbot für Fußgänger, Radverkehr und Reiter
415 Verbot für Kraftfahrzeuge über 6 t
416 Verbot für Fahrzeuge über angegebene tatsächliche Höhe
417 Verbot für Fahrzeuge über angegebene tatsächliche Breite
418 Fahrunterrichts-verbotszone
419 Ende der Fahrunterrichts-verbotszone
420 Überholverbot für Kraftfahrzeuge aller Art
421 Ende des Überholverbots für Kraftfahrzeuge aller Art
422 Überholverbot für Kraftfahrzeuge über 3,5 t
423 Ende des Überholverbots für Kraftfahrzeuge über 3,5 t
424 Ortschaft
425 Ende der Ortschaft
426 Zulässige Höchstgeschwindigkeit
427 Ende der zulässigen Höchstgeschwindigkeit
428 Rechtsabiegeverbot
429 Linksabiegeverbot
430 Wendeverbot nach rechts
431 Wendeverbot nach links
432 Eingeschränktes Haltverbot
433 Absolutes Haltverbot
434 Ende eines eingeschränkten Haltverbotes
435 Eingeschränktes Haltverbot Kraftfahrzeuge über 10 t
436 Ende des eingeschränkten Haltverbots für Kraftfahrzeuge über 10 t
437 Parkplatz für Schwerbehinderte mit außergewöhnlicher Gehbehinderung und gültigem Ausweis
438 Zollstelle
439 Verbot für Fahrzeuge über angegebene tatsächliche Länge
440 Verbot für umweltschädliche Kraftfahrzeuge gemäß dem Gesetz über saubere Luft von 2008
441 Ende des Verbots für umweltschädliche Kraftfahrzeuge gemäß dem Gesetz über saubere Luft von 2008

## 5. Beschilderung für öffentliche Verkehrsmittel
| Beispiele       | Beispiele   | Beispiele |
| Verkehrszeichen | Bezeichnung | Kommentar |
| --------------- | ----------- | --- |
|                 | 504         | Einbahnstraße – Öffentliche Verkehrsmittel kommen aus der Gegenrichtung entgegen |
|                 | 505         | Öffentliche Bushaltestelle und (Sherut) auf Servicelinien. Name der Haltestelle HaMasger Straße (deutsch: Straße des Metallschmieds in Tel Aviv) ist ganz oben angegeben. Rollstuhl-Symbole wurden hinzugefügt – die Busse auf dieser Linie entsprechen dem neusten Standard und ermöglichen ein behindertengerechtes Ein- und Aussteigen; Ein Zug-Symbol wurde eingearbeitet – die Linie führt zu einem Bahnhof; Auf der Rückseite des Schildes finden sich die gleichen Informationen in einer anderen Sprache |
|                 | Zusatztafel | Die Fahrspur ist vormittags zwischen 06:30 bis 09:00 nur für Busse und Taxen zugelassen |

## 6. Informations- und Leitzeichen
Schilder mit Informationen sind im Allgemeinen rechteckig, bei Leitzeichen manchmal an einem Ende spitz. Oft sind auch Symbole und Straßennummerierungen mit eingearbeitet, so wie Entfernungsangaben in Kilometern oder Metern. Wegmarkierungsschilder sind darüber hinaus farbcodiert:
- Autobahnen (weiße Schrift auf blauem Grund)
- Nationalstraßen  – Schnellstraßen (weiße Schrift auf grünem Grund)
- Regionalstraßen  – Hauptstraßen (schwarze Schrift auf weißem Grund)
- Lokale Straßen – Nebenstraßen (schwarze Schrift auf weißem Grund)
- Touristischer Hinweis – Sehenswürdigkeiten, historische Stätten, Naturschutzgebiete usw. (weiße Schrift auf braunem Grund)

| 601–637         | 601–637                   | 601–637 |
| Verkehrszeichen | Bezeichnung               | Kommentar |
| --------------- | ------------------------- | --- |
|                 | Informationszeichen 601 A | Name der Kreuzung auf einer Hauptstraße – die Zahl auf der Zusatztafel 630 gibt die Entfernung in Metern an |
|                 | Informationszeichen 601 B | Name des Autobahnkreuzes – die Zahl auf der Zusatztafel 630 gibt die Entfernung in Metern an |
|                 | Informationszeichen 601 C | Name und Nummer des Autobahnabschnittes |
|                 | Informationszeichen 601 D | Ortshinweistafel Regionalverwaltungen (kommt in etwa den Tafeln deutscher Landkreise gleich) |
|                 | Leitzeichen 602 A         | Vorwegweiser auf Hauptstraßen |
|                 | Leitzeichen 602 B         | Vorwegweiser auf Autobahnen |
|                 | Leitzeichen 607           | Ankündigungstafel auf Hauptstraßen |
|                 | Leitzeichen 608           | Ausfahrttafel |
|                 | Informationszeichen 610 A | Entfernungstafel auf Autobahnen – Entfernungsangaben in Kilometern |
|                 | Informationszeichen 610 B | Entfernungstafel auf Hauptstraßen – Entfernungsangaben in Kilometern |
|                 | Leitzeichen 613 A         | Trennungstafel auf Autobahnen – zweistreifig durchgehend und einstreifig rechts ab |
|                 | Leitzeichen 613 B         | Trennungstafel auf Autobahnen – einstreifig durchgehend, einstreifig rechts ab sowie einstreifig links ab nur für öffentliche Verkehrsmittel |
|                 | Leitzeichen 613 C         | Trennungstafel auf Hauptstraßen – einstreifig durchgehend mit integriertem Verbotszeichen 417, einstreifig rechts ab mit integriertem Verbotszeichen 407 sowie einstreifig links ab nur für öffentliche Verkehrsmittel und Fahrgemeinschaften mit mindestens 4 Personen |
|                 | Leitzeichen 616 A         | Verschwenkungstafel auf Hauptstraßen – zweistreifig nach rechts |
|                 | Leitzeichen 616 B         | Fahrstreifentafel auf Hauptstraßen vor einer Kreuzung – zweistreifig in Fahrtrichtung |
|                 | Leitzeichen 617 A         | Wegweiser zur Autobahn – rechtsweisend |
|                 | Leitzeichen 617 B         | Wegweiser zu einer Nebenstraße – rechtsweisend |
|                 | Leitzeichen 617 C         | Touristischer Hinweis als Pfeilwegweiser – rechtsweisend |
|                 | Informationszeichen 618   | Einbahnstraße |
|                 | Informationszeichen 619   | Aufweitungstafel – 1-streifig plus 1 Fahrstreifen rechts |
|                 | Informationszeichen 620   | Aufweitungstafel – 1-streifig plus 1 Fahrstreifen links |
|                 | Informationszeichen 621   | Einengungstafel – Einzug rechts, noch 1 Fahrstreifen |
|                 | Informationszeichen 622   | Einengungstafel – Einzug links, noch 1 Fahrstreifen |
|                 | Informationszeichen 623   | Sackgasse |
|                 | Informationszeichen 624   | Abzweigung in eine Sackgasse rechts |
|                 | Informationszeichen 625   | Abzweigung in eine Sackgasse links |
|                 | Informationszeichen 626   | Beginn einer Parkraumbewirtschaftungszone |
|                 | Informationszeichen 627   | Parkraumbewirtschaftungszone – Das Parken auf dem Bürgersteig ist für ein Kraftfahrzeug mit einem zulässigen Gesamtgewicht von bis zu 2200 kg zulässig |
|                 | Informationszeichen 628   | Ende einer Parkraumbewirtschaftungszone, wo das Parken auf der Straße oder auf dem Bürgersteig erlaubt ist, gemäß Informationszeichen 626 oder 627 |
|                 | Zusatztafel 629 A         | Schmaler Seitenstreifen |
|                 | Zusatztafel 629 B         | Richtung Westen |
|                 | Zusatztafel 629 C         | Verbot für Fahrzeuge über angegebene tatsächliche Höhe |
|                 | Zusatztafel 629 D         | Mautstraße |
|                 | Zusatztafel 629 P         | Stauzeichen – diese Straßenwarnung weist die Fahrer darauf hin, dass sich auf der Straße vor ihnen möglicherweise Staus bilden, und zwingt sie, langsamer zu fahren |
|                 | Zusatztafel 630           | Länge einer Strecke – angegebene Entfernung in Metern anschließend gilt, was im Wegweiser darüber oder darin angegeben ist |
|                 | Zusatztafel 631           | Länge einer Strecke – auf 2500 Metern |
|                 | Zusatztafel 632           | Vorankündigung – rechtsweisend |
|                 | Informationszeichen 633   | Tunnel |
|                 | Informationszeichen 634   | Ende des Tunnels |
|                 | Informationszeichen 635   | Waldbrandgefahr |
|                 | Informationszeichen 636   | Einbahnstraße – Radverkehr kommt aus der Gegenrichtung entgegen |
|                 | Informationszeichen 637   | Nothalte- und Pannenbucht |
|                 | Informationszeichen       | Informationstafel an Grenzübergangsstellen |

### 6.1 Straßennummern
Straßen in Israel werden durch Nummern klassifiziert als:
- Haupt-Nationalstraße (hebräisch כביש ארצי ראשי) – meist Autobahnen (einstellige Zahl, blaue Schrift auf weißem Grund)
- Nationalstraße (hebräisch כביש לאומי) – meist Schnellstraßen, sogenannte „Intercity-Routen“ (zweistellig, rote Schrift auf weißem Grund)
- Regionalstraße (hebräisch כביש אזורי) – größere Hauptstraßen (dreistellig, grüne Schrift auf weißem Grund)
- Lokalstraße (hebräisch כביש מקומי) – kleine Nebenstraßen (vierstellig, schwarze Schrift auf weißem Grund)

Nummern werden nur einmalig vergeben, können aber je nach Ausbaustandard des Streckenabschnittes die Farbe wechseln. Als Beispiel sei hier die Haupt-Nationalstraße 1 genannt. Die Nummerntafel ist umschlossen von einem gestreckten Oktagon in Balkenform.
| Beispiele       | Beispiele                | Beispiele |
| Verkehrszeichen | Bezeichnung              | Kommentar |
| --------------- | ------------------------ | --- |
|                 | Haupt-Nationale Autobahn | Die 2 verbindet Tel Aviv mit Haifa |
|                 | Nationale Autobahn       | Die 22 verbindet Haifa mit Kfar Masaryk |
|                 | Regionale Autobahn       | Die 471 verbindet Ramat Gan mit Nachschonim |
|                 | Haupt-Nationalstraße     | Die 3 verbindet Aschkelon mit Modiʿin |
|                 | Nationalstraße           | Die 90 verbindet Metulla mit Eilat, sie ist mit fast 480 Kilometern auch die längste Straße Israels und führt auch durch Palästinensische Autonomiegebiete                                       |
|                 | Hauptstraße              | Die 557 führt von Tayyibe nach Einav und mündet schließlich in der Schnellstraße 57 |
|                 | Nebenstraße              | Die 8967 beginnt beim Bar’am-Nationalpark. Sie folgt dabei dicht der Blauen Linie und der Grenze zum Libanon, kommt später am Kibbuz Malkia vorbei und mündet schließlich in der Hauptstraße 899 |

### 6.2 Straßennamensschilder
Straßennamensschilder sind im Aussehen nicht einheitlich geregelt und variieren von Ort zu Ort. Jedoch sind sie mehrheitlich dreisprachig abgefasst, schwarze Schrift auf weißem Grund oder weiße Schrift auf blauem Grund ist am gebräuchlichsten. Die englische Schreibweise der Straßennamen wird nicht konsequent umgesetzt. Oft erfolgt auch einfach nur eine Simultanübersetzung des hebräischen Namens. So wird aus „Street“ für Straße, „Rehov“ oder „Square“ für einen Platz, „Kikar“. Als Beispiel: Aus dem Platz „Shani Zuckermann Sq.“ wird somit „Kikar Shani Zuckermann“. In älteren Stadtvierteln, wie z. B. der Jerusalemer Altstadt gibt es auch in die Häuserwände eingelassene Stein- oder Mosaiktafeln aus Keramikfliesen, die als Straßennamensschilder fungieren.
| Beispiele     | Beispiele                                                                                                  |
| Straßenschild | Kommentar                                                                                                  |
| ------------- | --- |
|               | Levi-Straße in Jerusalem                                                                                   |
|               | Verschiedene Tafeln der Aharon Moyal-Straße in Tel Aviv                                                    |
|               | Tafel aus Keramikfliesen am Jaffator                                                                       |
|               | Schild der St. Francis-Straße – beschriftet nur auf Arabisch und Englisch                                  |
|               | Schild der Ha-Sar Moshe Shapira-Straße in Ramat Gan – beschriftet nur auf Hebräisch und Englisch           |
|               | Schild der Rehov Mitzpeh                                                                                   |
|               | Raoul Wallenberg-Straße in Jerusalem – zur Ehrung des schwedischen Diplomaten                              |
|               | Dieses Schaufenster an der Agrippa-Straße in Jerusalem ist ein beliebtes Fotomotiv nicht nur bei Touristen |

## 7. Ampelzeichen und Fahrbahnregelung
Israelische Lichtsignalanlagen funktionieren nicht anders als in anderen Staaten. Ist eine Haltelinie markiert – Bei Rot Halt vor der Haltelinie, bei einem Zebrastreifen erfolgt der Stopp vor dem Fußgängerüberweg. Ist gar keine Bodenmarkierung vorhanden, wird vor der Ampelanlage angehalten. Bei Rot darf nicht weitergefahren werden, eine Ausnahme hiervon wird gestattet, um nachfolgenden Rettungsmitteln, Feuerwehren oder Fahrzeugen der Polizeien oder der Armee im Einsatz Platz machen zu können.
Gelb blinkende Ampeln trifft man oft an Kreuzungen an, wo beim Rechtsabbiegen ein Fußgängerüberweg oder ein Radweg überquert werden muss, diese Verkehrsteilnehmer haben in diesem Falle Vortritt. Bei ausgeschalteter Anlage (dies kann ebenfalls durch gelbe Blinklichter angedeutet sein), gilt der Rechtsvortritt oder bei Verkehrsteilnehmern aus allen vier Richtungen die Verständigung durch Handzeichen.

701-729
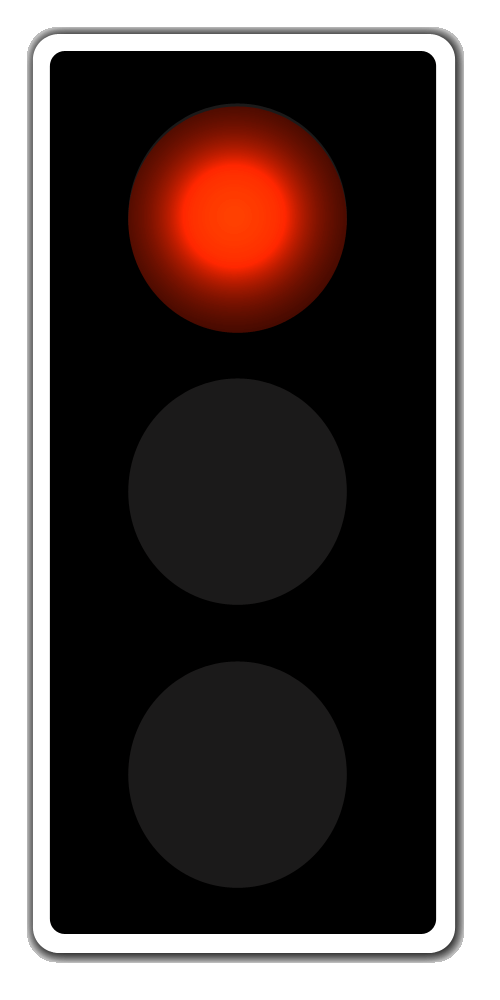
701 Rot – Keine Einfahrerlaubnis
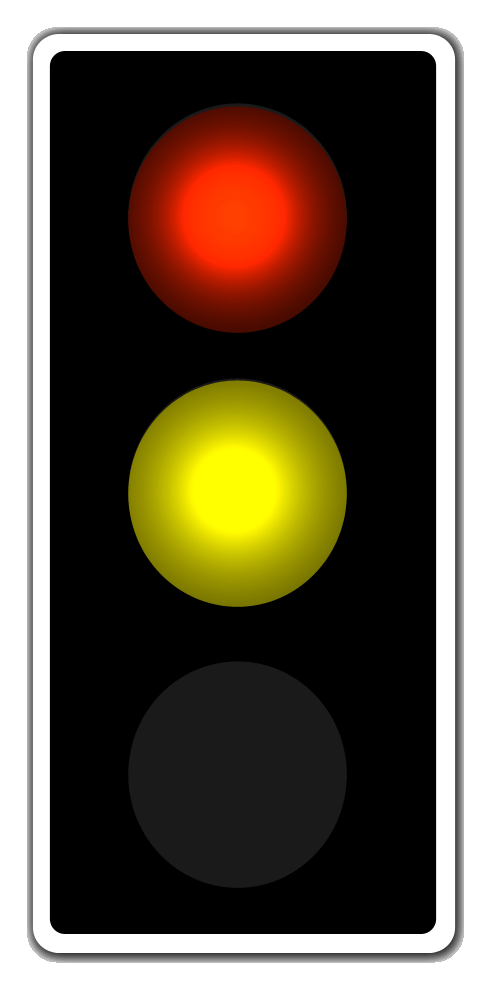
702 Gelb – Auf nächstes Signal warten
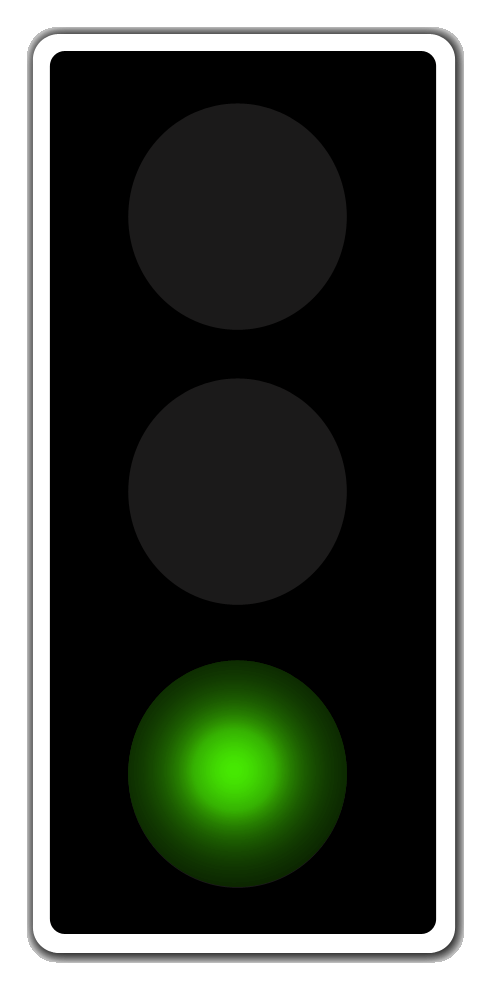
703 Grün – Der Verkehr ist freigegeben
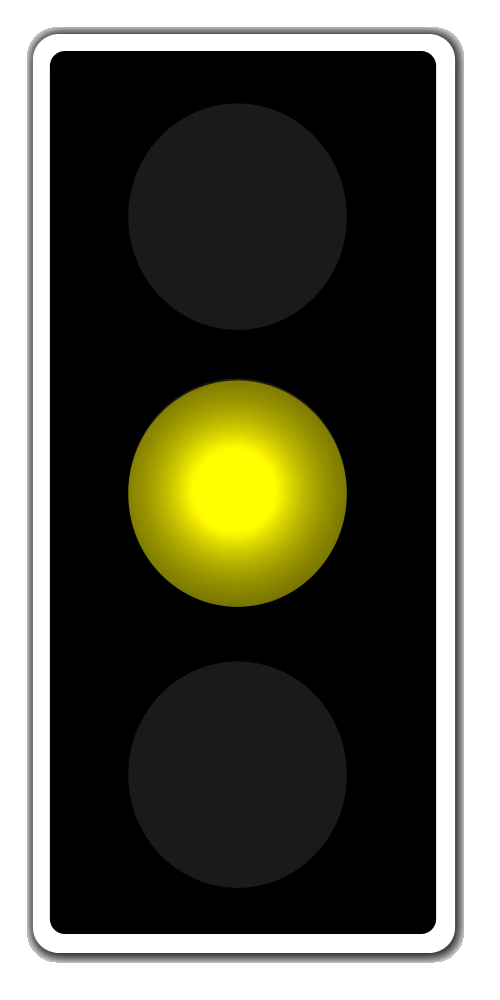
705 Lichtsignalanlage schaltet von Gelb zurück auf Rot: Halt wird verlangt
706 Gelb blinkt – Vortrittsregeln beachten
718 Zweifeld-Ampel für Fußgänger: rot
719 Zweifeld-Ampel für Fußgänger: grün
720, 721 Zweifeld-Ampel für den Fahrradverkehr
722 Dreifache Lichtsignalanlage zum Beschränken von Fahrspuren
723 Doppelte Lichtsignalanlage zum Beschränken von Fahrspuren
723 F Rotes Andreaskreuz – Fahrspur ist gesperrt
724 F Grüner Pfeil nach unten – Fahrspur ist freigegeben
725 F Gelber Pfeil nach unten rechts weggehend – Fahrspur muss nach rechts gewechselt werden
726 F Gelber Pfeil nach unten links weggehend – Fahrspur muss nach links gewechselt werden

## 8. Markierungszeichen auf Fahrbahnoberflächen

801-821
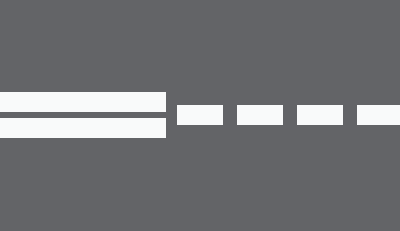
805 Dichte weiße Trennlinie – Warnung vor Erscheinen einer durchgehenden doppelten Trennlinie: Vor Beginn der doppelten durchgehenden Trennlinie auf den rechten Fahrstreifen wechseln
ÖV Bodenmarkierung auf Fahrbahnoberfläche für öffentliche Verkehrsmittel auf der rechten Seite
ÖV Bodenmarkierung auf Fahrbahnoberfläche für öffentliche Verkehrsmittel auf der linken Seite; die 3 + bedeutet, dass die Fahrspur auch von Fahrgemeinschaften mit mindestens 3 Personen benutzt werden darf
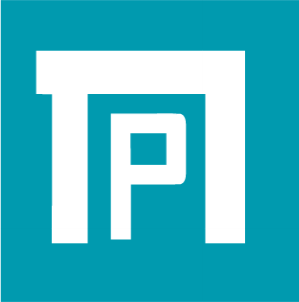
P Bodenmarkierung; Beginn einer Parkraumbewirtschaftungszone
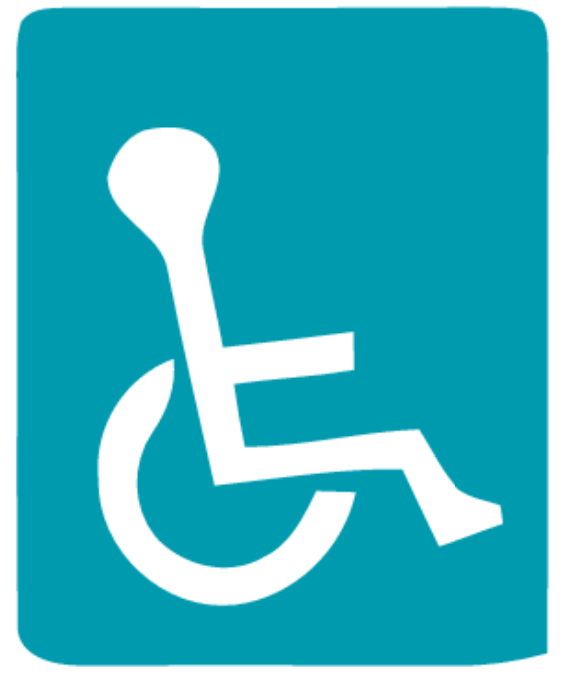
P Bodenmarkierung – Parkplatz für Schwerbehinderte mit außergewöhnlicher Gehbehinderung und gültigem Ausweis

## 9. Beschilderung an Baustellen

901-935
901 Baustelle
902 Ende der Baustelle
903 Richtungstafel in Kurven – Aufstellung rechts
904 Leitmal waagerecht – Aufstellung links u. rechts
905 Verengte Fahrbahn
906 Einseitig verengte Fahrbahn – Verengung rechts
907 Einseitig verengte Fahrbahn – Verengung links
908 Leitplatte – Aufstellung links und rechts
909 Fahrstreifentafel mit Gegenverkehr – einstreifig in Fahrtrichtung und einstreifig in Gegenrichtung
910 Aufweitungstafel – 1-streifig plus 1 Fahrstreifen rechts
911 Aufweitungstafel – 1-streifig plus 1 Fahrstreifen links
912 Einengungstafel – Einzug rechts, noch 1 Fahrstreifen
913 Einengungstafel – Einzug links, noch 1 Fahrstreifen
914 A Verschwenkungstafel – kurze Verschwenkung mit Gegenverkehr – einstreifig nach links
914 B Überleitungstafel ohne Gegenverkehr – zweistreifig nach links und einstreifig geradeaus
915 A Baustellenfahrzeuge biegen von rechts ein
915 B Baustellenfahrzeuge biegen von links ein
915 C Ohne Seitenstreifen
915 D Straße überflutet
915 E Abschnitt ohne Straßenbelag
915 F Baustellenfahrzeuge verlangsamen, um links abbiegen zu können
915 G Baustellenfahrzeuge verlangsamen, um rechts abbiegen zu können
915 H Langsam fahrende Baustellenfahrzeuge biegen von links ein
915 I Langsam fahrende Baustellenfahrzeuge biegen von rechts ein
915 J Geänderte Verkehrsführung
916 Länge einer Strecke, bis die Baustelle beginnt – angegebene Entfernung in Metern
917 Länge einer Strecke, bis die Baustelle zu Ende ist – angegebene Entfernung in Metern
929 Leitmal waagerecht – Aufstellung rechts
935 Nothalte- und Pannenbucht

## Andere Verkehrszeichen und Hinweistafeln
In dieser Liste finden sich unkategorisierte Verkehrszeichen und Zusatztafeln.
| Beispiele       | Beispiele          | Beispiele |
| Verkehrszeichen | Bezeichnung        | Kommentar |
| --------------- | ------------------ | --- |
|                 | Zone A             | Beginn einer Zone A, einem Gebiet, das vollständig der Verwaltung der palästinensischen Autonomiebehörden unterliegt. Israelischen Staatsbürgern ist der Zutritt dazu strengstens untersagt |
|                 | IDF                | Militärische Sperrzone im Westjordanland |
|                 | Danger Mines       | Dreisprachige Warnung vor Minen |
|                 | Increased Fine     | Erhöhtes Bußgeld als Zusatztafel am Verbotszeichen 433 |
|                 | Sink-Holes         | Warnung vor Senklöchern am Toten Meer |
|                 | Parkzeiten         | Zusatztafel an einem Informationszeichen 626 |
|                 | Checkpoint         | Kontrollpunkt der Militär- oder Polizeibehörden |
|                 | 144, 153           | Gefahrzeichen 153 mit zusätzlicher, dreisprachiger Beschriftung, aufgestellt vor einer Grundschule                                                                                          |
|                 | Leitzeichen        | Wegweisung in der judäischen Wüste (1951) |
|                 | Verbotszeichen 433 | Verbotszeichen 433 mit angebrachter Zusatztafel, die angibt, zu welchen Zeiten das Verbot gilt; Tel Aviv (1969)                                                                             |
|                 | Longest Road       | Ein Grund zum Feiern: Verkehrstafel kurz vor Metulla, die darauf hinweist, dass man mit der Nationalstraße 90 gerade die längste Straße Israels hinter sich gebracht hat                    |

## Vergleich von Verkehrszeichen mit anderen Staaten
Die abschließende Auflistung hat rein informativen Charakter. Sie soll kurz aufzeigen, wie sich bestimmte Verkehrszeichen gestalterisch und in Ausbildung der Machart in verschiedenen Staaten voneinander unterscheiden können. Bei den Warn- und Verbotszeichen werden zudem Schilder gezeigt, die in dieser Form oder Ausführung nur im jeweiligen Land existieren.
| Beispiele                    | Beispiele | Beispiele | Beispiele      | Beispiele | Beispiele          |
| Verkehrszeichen              | Israel    | Schweden  | Großbritannien | Irland    | Vereinigte Staaten |
| ---------------------------- | --------- | --------- | -------------- | --------- | ------------------ |
| Halt. Vorfahrt gewähren      |           |           |                |           |                    |
| Fußgängerampel               |           |           |                |           |                    |
| Gefahrzeichen                |           |           |                |           |                    |
| Verbotszeichen               |           |           |                |           |                    |
| Vorschriftzeichen            |           |           |                |           |                    |
| Informationszeichen          |           |           |                |           |                    |
| Parkraumbewirtschaftungszone |           |           |                |           |                    |